# Historic Music Past Tense Future
Historic Music Past Tense Future ist ein Jazzalbum von Peter Brötzmann, Milford Graves und William Parker. Die am 29. März 2002 in der New Yorker CBGB 313 Gallery entstandenen Aufnahmen erschienen am 21. Januar 2022 auf Michael Ehlers’ Label Black Editions Archive.

## Hintergrund
Die New Yorker CBGB 313 Gallery war ein Ableger der benachbarten, seit 1973 bestehenden legendären Spielstätte CBGB auf der Bowery, in der zunächst Patti Smith, die Ramones, Blondie oder Talking Heads und später Hardcore-Punk-Bands wie Agnostic Front, Gorilla Biscuits, Sick of It All und Youth of Today auftraten. Die Gallery war hingegen auch für andere Genres offen.
Am 29. März 2002 trafen in den Räumlichkeiten der CBGB 313 Gallery, vierzehn Jahre nach ihrem letzten gemeinsamen Auftritt, die Free-Jazz-Musiker Peter Brötzmann, Milford Graves und William Parker zum dritten und letzten Mal zusammen. Das Konzert wurde von Arts for Art organisiert. Brötzmann spielte darauf in der CBGB 313 Gallery weitere Konzerte mit dem Schlagzeuger einer anderen Ära, mit Walter Perkins; am 31. März und 1. April 2002 nahmen Brötzmann und Perkins ihr Duo-Album The Ink Is Gone für das Michael Ehlers gehörende Label Eremite Records auf. Da sich die mobile Aufnahmegerätschaft von Eremite bereits am 29. März im Haus befand, wurde das Konzert des Trios mitgeschnitten.

## Titelliste
- Historic Music Past Tense Future

1. Side A 15:33
2. Side B 18:25
3. Side C 17:25
4. Side D 16:42

Die Kompositionen stammen von Brötzmann / Graves / Parker.

## Rezeption
Phil Freeman (Ugly Beauty/Sterogum) zählte das Album zu den besten Neuveröffentlichungen des Monats und schrieb, Brötzmann, Parker und Graves waren zuvor erst zweimal gemeinsam aufgetreten, und die vorherige Begegnung war vierzehn Jahre früher gewesen. Als absolute Meister ihrer gewählten Kunstform legten sie jedoch los, als wäre überhaupt keine Zeit vergangen. Sowohl der Saxophonist als auch der Schlagzeuger seien in prächtiger Form auf den vier seitenlangen Jams, aus denen diese Doppel-LP besteht, wobei Parker einen stetigen Puls in der Mitte behalte, was wirklich schön sei. Auf „Side C“ würden sich die Dinge etwas beruhigen und Brötzmann nehme ein überraschend zärtliches Solo um die Neun-Minuten-Marke herum, das schließlich einem Parker/Graves-Duo Platz mache, das einem das Herz aufgehen lasse.
Peter Margasak meinte in The Quietus, Historic Music Past Tense Future sei das Dokument „einer sengenden Live-Session“; während die individuelle Stimme jedes Spielers greifbar sei, musste sich die langjährige Bindung zwischen Parker und Brötzmann an den einzigartigen Ansatz des Schlagzeugers anpassen, einen Tomtom-lastigen polymetrischen Wirbelsturm, der tiefer in die Zeit eindringe, als die meisten von uns damit rechnen können. Die Musik sei typisch instinktiv, aber die Herausforderung für den Hörer liege weniger in ihrer Energie als in ihrem Groove-brechenden Inhalt.